# Город-графство

6 городов-графств в составе Англии

Город-графство (англ. Metropolitan county) — административно-территориальная единица в Англии с 1974 года после принятия закона «О местном управлении» 1972 года. В формулировках закона фигурирует понятие metropolitan district, однако каждый урбанистический район унаследовал статус borough или city, который данный населённый пункт носил до реформы. Они не выполняют никаких административных функций и не имеют собственного местного самоуправления. 

## Графства и районы
Существует 6 городов-графств. Графства и их районы:
| Город-графство    | Метрополитенские районы                                                                       | Количество | Население графства |
| ----------------- | --------------------------------------------------------------------------------------------- | ---------- | ------------------ |
| Большой Манчестер | Манчестер, Болтон, Бери, Олдем, Рочдейл, Сити-оф-Солфорд, Стокпорт, Теймсайд, Траффорд, Уиган | 10         | 2,573,200          |
| Мерсисайд         | Ливерпуль, Ноусли, Сент-Хеленс, Сефтон, Уиррал                                                | 5          | 1,365,000          |
| Саут-Йоркшир      | Шеффилд, Барнсли, Донкастер, Ротерем                                                          | 4          | 1,290,000          |
| Тайн-энд-Уир      | Ньюкасл-апон-Тайн, Гейтсхед, Саут-Тайнсайд, Норт-Тайнсайд, Сандерленд                         | 5          | 1,089,400          |
| Уэст-Мидлендс     | Бирмингем, Ковентри, Дадли, Сандуэлл, Солихалл, Уолсолл, Вулвергемптон                        | 7          | 2,591,300          |
| Уэст-Йоркшир      | Сити-оф-Лидс, Сити-оф-Брадфорд, Колдердейл, Керклис, Сити-оф-Уэйкфилд                         | 5          | 2,161,200          |

Структура Большого Лондона похожа на графства-города, но он не является таковым. Он был создан в 1965 году по Акту о правительстве Лондона.